# Вайсенгоф
Вайсенгоф (нім. Weißenhofsiedlung) — поселення в Штутгарті, яке виконано в стилі Нового будівництва (нім. Neues Bauen) в 1927 році напередодні виставки Німецький Веркбунд.
Всього було побудовано 21 житловий будинок за проєктами відомих німецьких та європейських архітекторів. У часи Другої світової війни частина будинків була зруйнована через бомбардування міста. Пізніше, у 1950-ті роки були знесені ще два будинки. Станом на 2006 рік збереглись 11 оригінальних будинків.

## Архітектори
Один із найвідоміших проєктів інтернаціонального стилю в Європі є саме будівництво кварталу Вайсенгоф в 1927 році.
Будинки (проєкти архітекторів):
- 1-4 — Людвіг Міс ван дер Рое
- 5-9 — Якобус Ауд
- 10 — Віктор Буржуа
- 11 і 12 — Адольф Густав Шнек
- 13-15 — Ле Корбюзьє та П'єр Жаннере
- 16 і 17 — Вальтер Ґропіус
- 18 — Людвіг Гілберсеймер
- 19 — Бруно Таут
- 20 — Ганс Пельціг
- 21 і 22 — Ріхард Декер
- 23 і 24 — Макс Таут
- 25 — Адольф Радінг
- 26 і 27 — Йозеф Франк
- 28-30 — Март Стам
- 31 і 32 — Петер Беренс
- 33 — Ганс Шарун